# Пижуг
Пижуг — река в России, протекает в Ветлужском и Варнавинском районах Нижегородской области. Устье реки находится в 320 км по правому берегу реки Ветлуги. Длина реки составляет 33 км, площадь водосборного бассейна — 313 км².
Исток реки находится в лесу западнее деревни Галкино в 40 км к западу от города Ветлуга. Река течёт на юг, почти всё течение проходит по территории Ветлужского района, несколько километров перед устьем по территории Варнавинского района. На реке стоят деревни Галкино, Полома, Артёмовка, Горки, Краснояр, Иванчиха, Скулябиха. Устье находится у деревень Борок и Волосово.

## Данные водного реестра
По данным государственного водного реестра России относится к Верхневолжскому бассейновому округу, водохозяйственный участок реки — Ветлуга от города Ветлуга и до устья, речной подбассейн реки — Волга от впадения Оки до Куйбышевского водохранилища (без бассейна Суры). Речной бассейн реки — (Верхняя) Волга до Куйбышевского водохранилища (без бассейна Оки).
По данным геоинформационной системы водохозяйственного районирования территории РФ, подготовленной Федеральным агентством водных ресурсов:
- Код водного объекта в государственном водном реестре — 08010400212110000042635
- Код по гидрологической изученности (ГИ) — 110004263
- Код бассейна — 08.01.04.002
- Номер тома по ГИ — 10
- Выпуск по ГИ — 0

### Притоки (км от устья)
- 4,2 км: река Варваж (пр)